# Regiunea Blagoevgrad
Blagoevgrad este o regiune (oblast) în sud-vestul Bulgariei. Se învecinează cu regiunile Kiustendil, Pazargik și Sofia și cu statele Macedonia de Nord și Grecia. 

## Subdiviziuni
Regiunea conține 14 obștine sau comune (sunt enumerate și satele lor, satele-reședință fiind marcate cu litere îngroșate):
- Bansko
  - Bansko, Gostun, Dobriniște, Kremen, Mesta, Obidim, Osenovo, Filipovo
- Belița
  - Babeak, Belița, Zlatarița, Gălăbovo, Dagonovo, Kraiște, Kuzovo, Liutovo, Orțevo, Palatik, Gorno Kraiște, Cereșovo
- Blagoevgrad
  - Izgrev, Belo Pole, Bistrița, Blagoevgrad, Bucino, Bălgarcevo, Gabrovo, Gorno Hărsovo, Debocița, Delvino, Drenkovo, Dăbrava, Elenovo, Zelen Dol, Klisura, Leșko, Lisia, Marulevo, Moștaneț, Obel, Padeș, Pokrovnik, Rilți, Seliște, Logodaj, Țerovo
- Goțe Delcev
  - Banician, Borovo, Breznița, Bukovo, Gospodinți, Goțe Delcev, Delcevo, Dobrotino, Dragostin†, Kornița, Lăjnița, Musomișta, Sredna⁠(d)†
- Gărmen
  - Baldevo, Gorno Drianovo, Gărmen, Debren, Dolno Drianovo, Dăbnița, Kovacevița, Krușevo, Leșten, Marcevo, Ognianovo, Oreșe, Osikovo, Ribnovo, Skrebatno, Hvostiane
- Kresna
  - Vlahi, Kresna, Gorna Breznița, Dolna Gradeșnița, Stara Kresna, Oștava, Slivnița
- Petrici
  - Baskalți, Belasița, Bogorodița, Borovicene, Vișlene, Volno, Gabrene, Gega, Gheneral Todorov, Gorcevo, Dolene, Dolna Krușița, Dolna Ribnița, Dolno Spancevo, Draguș, Drangovo, Drenovița, Drenovo, Zoicene, Ivanovo, Kavrakirovo, Kamena, Kapatovo, Kladenți, Kliuci, Kolarovo, Kromidovo, Krăndjilița, Kukurahțevo, Kulata, Kărnalovo, Marikostinovo, Marino Pole, Mendovo, Mitino, Mihnevo, Rupite, Novo Konomladi, Petrici, Pravo Bărdo, Părvomai, Ribnik, Răjdak, Samuilova Krepost, Samuilovo, Skrăt, Starcevo, Strumeșnița, Tonsko Dabe, Topolnița, Ciurilovo, Ciuriceni, Ciuciuligovo, Iavornița, Iakovo
- Razlog
  - Bania, Bacevo, Godlevo, Gorno Dragliște, Dobărsko, Dolno Dragliște, Eleșnița, Razlog
- Sandanski
  - Belevehcevo, Belovo, Bojdovo, Vinogradi, Vihren, Vrania, Vălkovo, Golem Țalim, Goleșovo, Gorna Sușița, Gorno Spancevo, Damianița, Debrene, Djigurovo, Zornița, Doleni, Zlatolist, Kalimanți, Katunți, Kașina, Kovacevo, Krăstilți, Kărlanovo, Ladarevo, Laskarevo, Lebnița, Levunovo, Lehovo, Leșnița, Lilianovo, Lozenița, Liuboviște, Liubovka, Malki Țalim, Melnik, Novo Delcevo, Novo Hogeovo, Petrovo, Piperița, Pirin, Ploski, Polenița, Rojen, Sandanski, Sklave, Spatovo, Stoja, Struma, Sugarevo, Hotovo, Hrasna, Hărsovo, Cereșnița, Ianovo
- Satovcea
  - Bogolin, Vaklinovo, Vălkosel, Godeșevo, Dolen, Jijevo, Kocean, Kribul, Osina, Pletena, Satovcea, Slașten, Tuhovișta, Fărgovo
- Simitli
  - Brejani, Brestovo, Gorno Osenovo, Gradevo, Dokaticevo, Dolno Osenovo, Jeleznița, Sușița, Krupnik, Mecikul, Polena, Poleto, Rakitna, Senokos, Simitli, Suhostrel, Troskovo, Cernice
- Strumeani
  - Veliușteț, Vrakupovița, Goreme, Gorna Krușița, Gorna Ribnița, Dobri Laki, Drakata, Igraliște, Ilindenți, Kamenița, Klepalo, Kolibite, Kărpelevo, Mahalata, Mikrevo, Nikudin, Palat, Razdol, Sedeleț, Strumeani, Țaparevo
- Hadjidimovo
  - Ablanița, Beslen, Blatska, Gaitaninovo, Ilinden, Koprivlen, Lăki, Nova Lovcea, Novo Leski, Paril, Petrelik, Sadovo, Teplen, Teșovo, Hadjidimovo
- Iakoruda
  - Avramovo, Bel Kamen, Bunțevo, Smolevo, Konarsko, Cerna Mesta, Iurukovo, Iakoruda

† sate desființate în 2008 din cauza depopulării